# Подгорје Крњачко
Подгорје Крњачко је насељено мјесто у општини Крњак, на Кордуну, Карловачка жупанија, Република Хрватска.

## Историја
Подгорје Крњачко се од распада Југославије до августа 1995. године налазило у Републици Српској Крајини. До територијалне реорганизације насеље се налазило у саставу бивше велике општине Карловац.

## Становништво
Подгорје Крњачко је према попису из 2011. године имало 48 становника.
| Националност       | 1991. | 1981. | 1971. | 1961. |
| Срби               | 100   | 130   | 156   | 189   |
| Југословени        | 6     | 9     |       |       |
| Хрвати             | 1     | 1     |       |       |
| Муслимани          |       |       |       | 1     |
| остали и непознато |       | 1     |       |       |
| Укупно             | 107   | 141   | 156   | 190   |

| Демографија | Демографија | Демографија |
| Година      | Становника  | Становника  |
| ----------- | ----------- | ----------- |
| 1961.       | 190         |             |
| 1971.       | 156         |             |
| 1981.       | 141         |             |
| 1991.       | 107         |             |
| 2001.       | 41          |             |
| 2011.       |             | 48          |